# Postmuseum
Ein Postmuseum ist ein Museum, das sich mit der Post-, Telekommunikations- oder allgemeinen Kommunikationsgeschichte befasst. Zahlreiche dieser Museen zeigen auch Briefmarkenausgaben und wichtige Dokumente der Philatelie wie die wichtigsten Entwürfe, Probedrucke und Stichplatten und historische Postgeräte.

## Liste der Museen

### Postmuseen in Deutschland
- Museumsstiftung Post und Telekommunikation (MSPT):
  - Museum für Kommunikation Berlin, ehemals Reichspostmuseum
  - Museum für Kommunikation Frankfurt, ehemals Bundespostmuseum
  - Museum für Kommunikation Hamburg (bis Oktober 2009)
  - Museum für Kommunikation Nürnberg, gegründet als »Bayerisches Postmuseum«
  - Archiv für Philatelie in Bonn
- Rheinhessisches Postmuseum in Erbes-Büdesheim
- Postgeschichtliches Museum Friesoythe
- Bahnpostmuseum in Losheim am See
- Iserlohner Museum für Handwerk und Postgeschichte
- Stadtmuseum Munderkingen mit postgeschichtlicher Abteilung
- Postbude im Helgoländer Museumshof auf Helgoland[1]
- Das Mittelrheinische Postmuseum in Koblenz wurde geschlossen, die Exponate wurden an das Museum in Frankfurt am Main abgegeben.
- Postmuseum in Bornhausen, Landkreis Goslar
- Postmuseum in Mettingen
- Postmuseum in Rheinhausen, Landkreis Karlsruhe[2]
- Postmuseum in Regensburg[3]
- Postmuseum in Recklinghausen[4][5]

Spezialisiert auf Telefone oder Fernmeldetechnik
- Fernmeldemuseum Dresden[6]
- Fernmeldemuseum in Mühlhausen/Thüringen[7]
- Telefonmuseum Bochum
- Telefonmuseum in Morbach, Landkreis Bernkastel-Witlich[8]
- Telefonmuseum in Gerolstein[9]

### Postmuseen in anderen Ländern
- Museum für Post und Telekommunikation in Breslau (Polen)
- Österreichisches Post- und Telegraphenmuseum in Eisenerz (Österreich)[10]
- Historisches Postamt Küb (Österreich)
- Museum für Kommunikation Bern (Schweiz)
- Mitteleuropäisches Post- und Telegrafenmuseum in Triest (Italien)
- Postmuseum (Liechtenstein) (Liechtenstein)
- Museum Enigma (früher: Post & Tele Museum) in Kopenhagen (Dänemark)
- Postmuseum Maihaugen in Lillehammer (Norwegen)[11]
- Postmuseum in Tampere (Finnland)
- Post- und Fernmeldemuseum Luxemburg (Luxemburg)[12]
- Het Nederlandsche Postmuseum in Den Haag (Niederlande), 1929 gegründet, ab 1989 mehrmals umbenannt, 2024 geschlossen
- Poštovní muzeum in Prag und Vyšší Brod (Tschechien)[13]
- Postmuseum in Hollókő (Ungarn)
- Postmuseum (Athen) (Griechenland)
- National Postal Museum in Washington, D.C., (USA)
- Postmuseum (Stockholm) (Schweden)
- Blue Penny Museum (Mauritius)
- Mauritius Postal Museum (Mauritius)
- Briefmarkenmuseum Koreas (Nordkorea)